# John Mawe

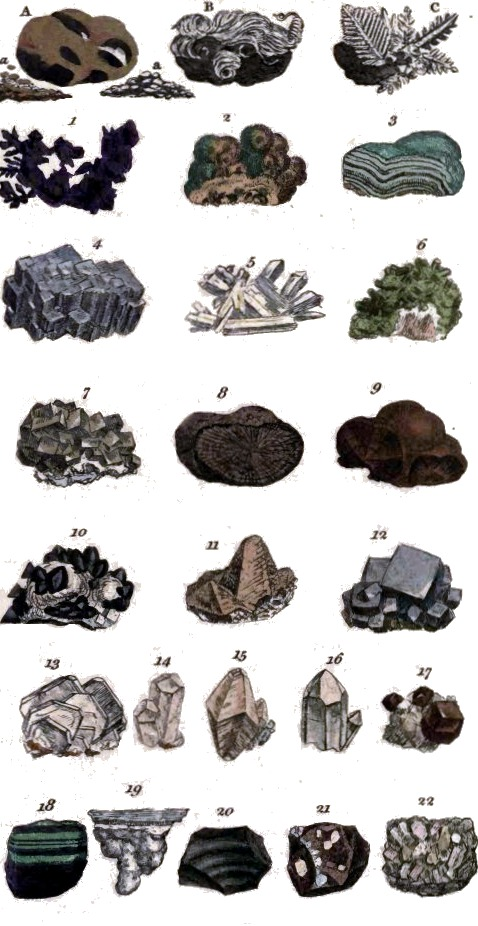
James Sowerbys illustrering i Mawe bok Familiar Lessons on Mineralogy and Geology

John Mawe, född 1766, död 1829, var en engelsk geolog och mineralog. Han var född i Derbyshire. Han blev föräldralös vid ung ålder och anslöt sig till handelsflottan runt 1777. Men när kriget med Frankrike bröt ut år 1783 återvände han hem.
Under sina resor samlade Mawe mineraler och skal. Då var många i överklassen samlare av musselskal. År 1794 gifte Mawe sig med Sarah Brown, dotter till mineralogen Richard Brown. Han arbetade i sin svärfars affär och skötte hans butik i London. Mawe reste omkring i Storbritannien och samlade mineral. År 1802 publicerade Mawe en bok om geologi i Derbyshire. Vid denna tid gjorde deras affär reklam för att de sålde över 20 000 mineralexemplar, "det mest omfattande utbud till salu i Storbritannien."
Under 1804 gav han sig iväg på en lång resa till Sydamerika och mellan 1807 och 1810 reste han mycket i det inre av Brasilien. När han kom tillbaka,  blomstrade familjens mineralverksamhet och han etablerade 'Royal' museum i London, Cheltenham, Castleton och Matlock Bath. Den "kungliga" anslutning avser beskydd från den spanska kungliga familjen, som gav honom uppdrag att sätta ihop en samling av Derbyshiremineral och fossilexemplar för sina samlingar. Deras beskydd gav honom tillträde till gruvorna i Brasilien som normalt inte var lätt att besöka för européer.
John Mawe skrev flera mycket framgångsrika böcker om mineralogi och conchologi. Hans bok Familiar Lessons in Mineralogy and Geology såldes i 12 upplagor 1812-1830. Precis som White Watson gjorde Mawe tabeller för att illustrera mineralerna i Derbyshire. Några av de som visas i Derby Museum and Art Gallery har förmodligen tillverkats av Mawe.